# Forteresse de Pirot
La forteresse de Pirot (en serbe cyrillique : Пиротски Град ; en serbe latin : Pirotski grad) se trouve à Pirot, dans le district de Pirot, en Serbie. Elle fut construite au XIVe siècle par le haïdouk et mercenaire bulgare Momchil. Elle est inscrite sur la liste des monuments culturels de grande importance de la République de Serbie (no SK 226),,

## Histoire

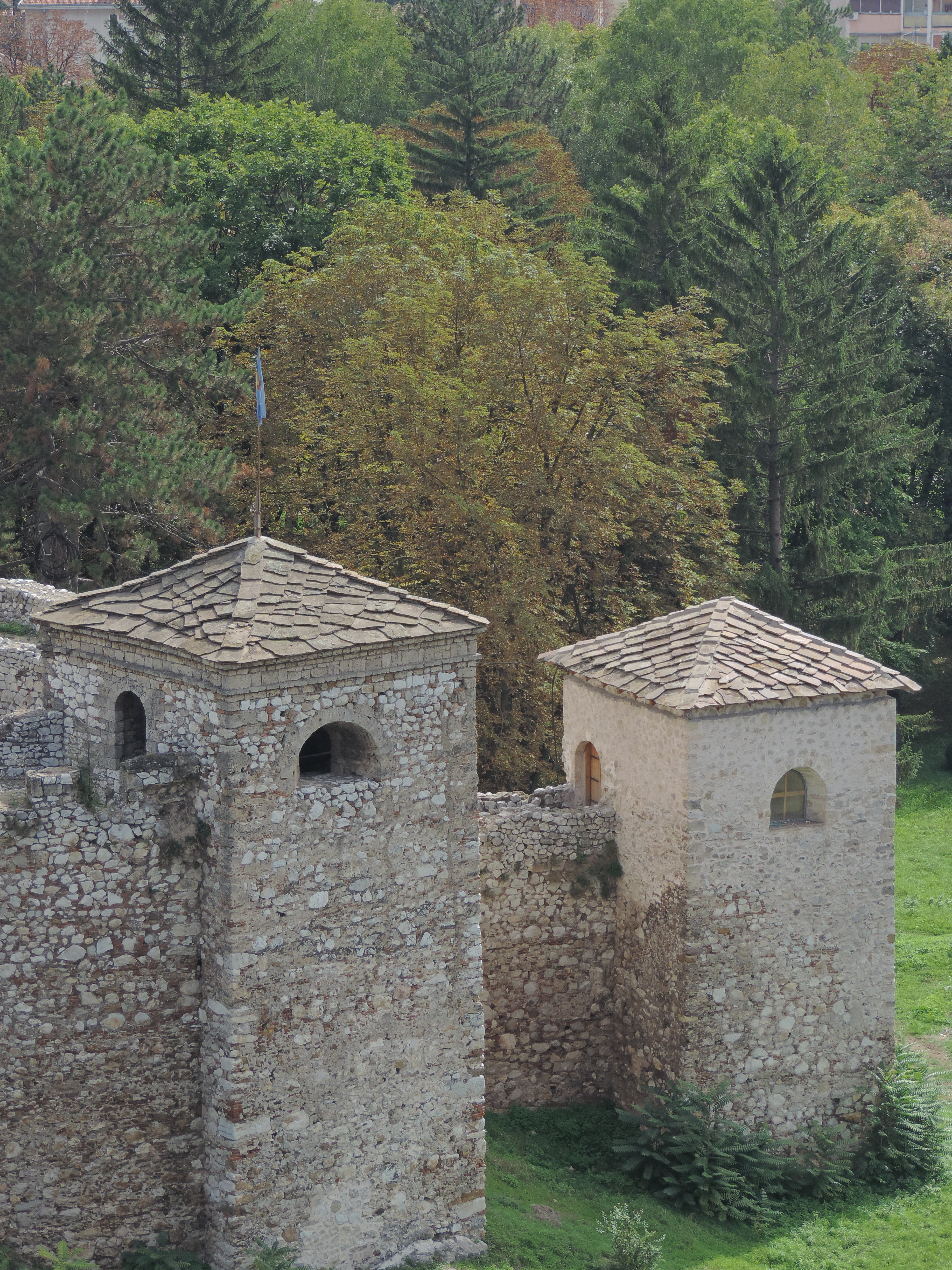
Détail de la forteresse.

En 1344, les Serbes concluent une nouvelle alliance avec la Bulgarie, qui a exigé des Grecs la reddition de Philippopolis (actuelle Plovdiv) et neuf autres villes de Thrace le long de la rivière Evros. Après les avoir occupées, Ivan Alexandre Asen cherche à éviter les représailles du basileus grec Jean VI Cantacuzène, en campagne dans le sud et l'est de la Thrace.
Dans le même temps, Momchil, un ancien haïdouk bulgare à qui Cantacuzène avait confié le contrôle de la région des Rhodopes, bascule du côté serbe. Il était censé servir de défense contre les Turcs sur la route très fréquentée qui conduit de Belgrade à Constantinople. Mais Pirot, plus éloignée du théâtre des opérations où s'affrontaient Grecs, Bulgares et Turcs, lui sembla plus avantageuse comme base à la fois économique (il pouvait encaisser un péage sur la route entre Belgrade et Sofia) et militaire (moins exposée que les Rhodopes).
La forteresse de Pirot a été déclarée dans le patrimoine culturel de Serbie en 1979 et est aujourd'hui protégée par la République de Serbie.

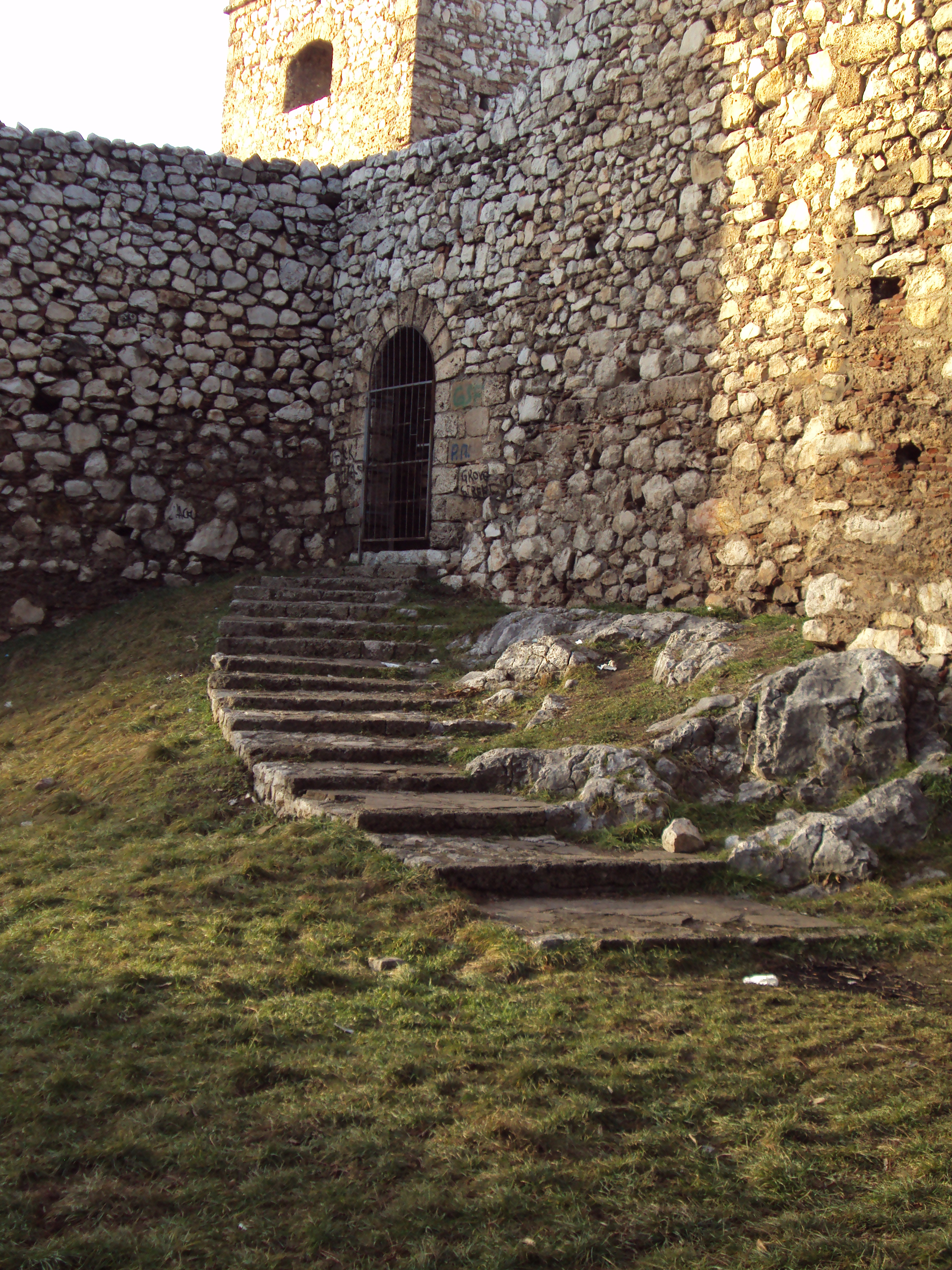
Autre détail.